# Jesenický viklan
Jesenický viklan (Viklan u Jesenice nebo též Viklan u Jesenice u Rakovníka) nacházející se v blízkosti Jesenice u Rakovníka ve středních Čechách patří svojí odhadovanou hmotností šesti tun k největším viklanům v Česku. Viklan se nachází na naučné stezce Jesenicko mezi Velkým rybníkem a Krtským rybníkem.

## Podrobněji

### Historie
Již v roce 1821 se o žulovém jesenickém viklanu psalo jako o pozoruhodné přírodní hříčce. Legenda, která popisuje jeho tvar tvrdí, že viklan připomíná srdce, které vzniklo splynutím dvou (následně zkamenělých) srdcí lidí, kteří prožívali zakázanou lásku.

### Popis viklanu
Jesenický viklan je tvořen žulou tzv. tiského typu. Jedná se o hrubozrnnou biotitickou žulu, která má modrošedé zbarvení. To je dáno především složením křemene, slídy, živce a amfibolu. Vysoký obsah křemene způsobuje velkou pevnost žuly, která je v těchto místech nejrozšířenější hlubinnou vyvřelinou. Ojedinělý přírodní útvar – Jesenický viklan – vznikl erozí, jež obrousila hlavně spodní část skaliska nacházejícího se osamoceně uprostřed borových lesů. Vlastní balvan – viklan – se tak dotýkal skalního podloží jen poměrně malou svojí dolní částí. V 60. letech 20. století bylo vandaly poškozeno žulové lůžko viklanu v důsledku čehož se balvan přestal „pohybovat“. Viklan byl následně minimálně dvakrát vrácen na své původní lůžko, ale vždy jej někdo z něho neobratnou manipulací s viklanem „shodil“.

### Revitalizace viklanu

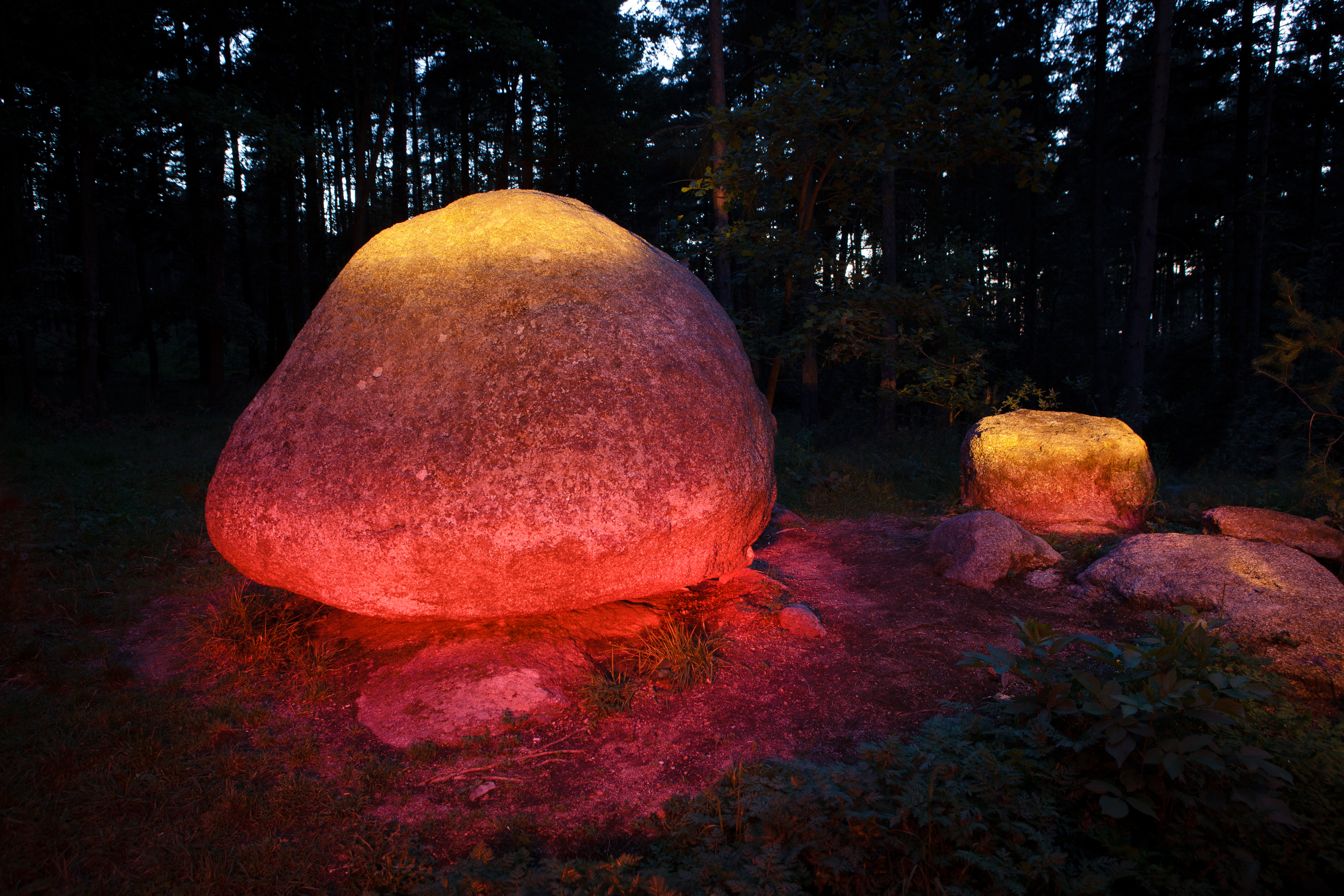
Výtvarná fotografie viklanu, 2014

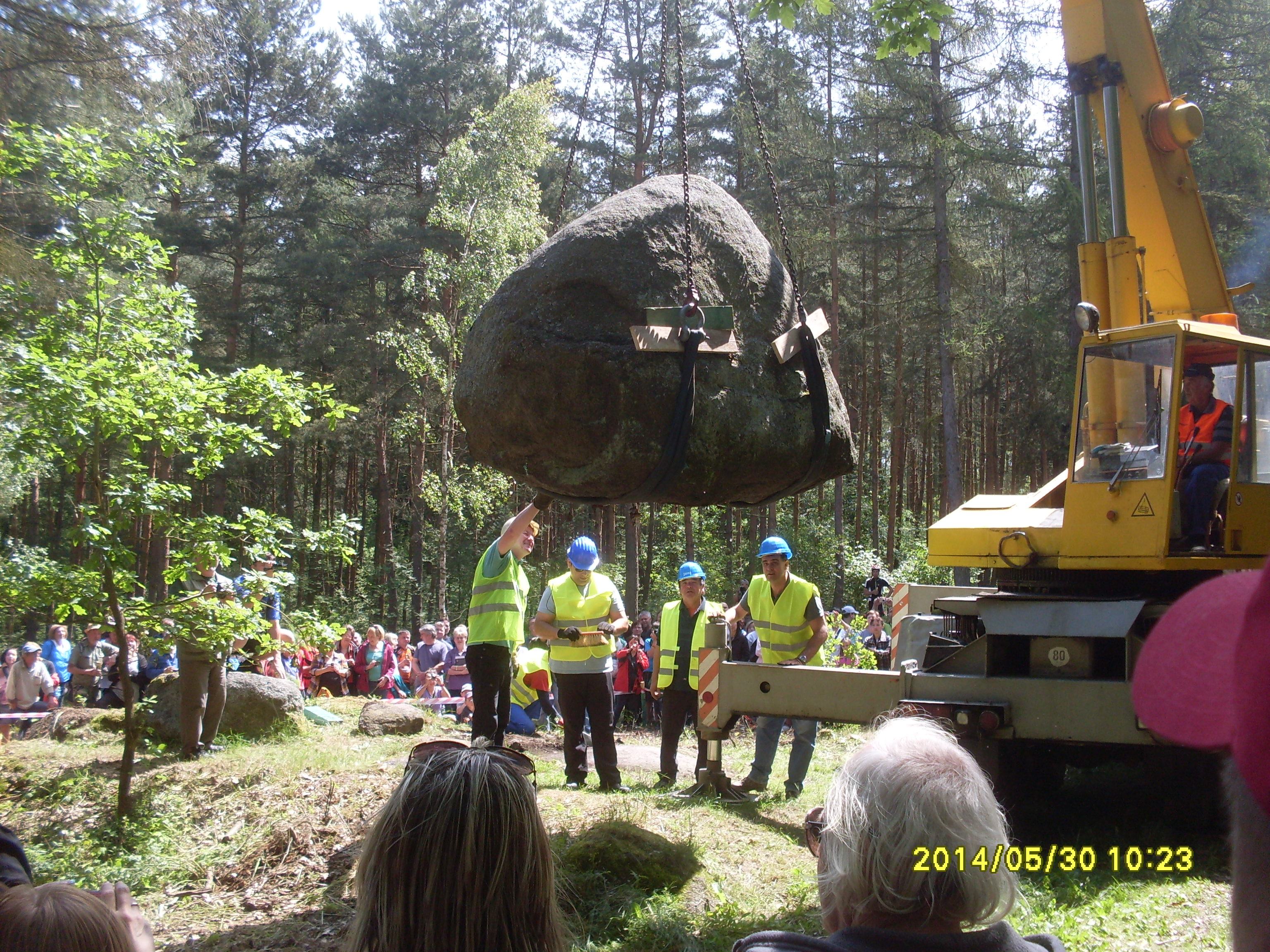
Jesenický viklan je ukládán zpět na své lůžko, akci vede Pavel Pavel

V roce 2014 došlo (i díky českému technikovi a experimentálnímu archeologovi Ing. Pavlu Pavlovi) k nápravě.
Někdy v roce 2013 si Ing. Pavel Pavel nefunkční jesenický viklan prohlédl a konstatoval, že balvan bude možno opětovně „rozhýbat“. Podle Ing. Pavla Pavla se i jinak „funkční“ viklany totiž obecně po desítkách až stovkách let přestávají pohybovat kvůli přirozenému opotřebení lůžek, na nichž spočívají.
Ještě před spuštěním celé revitalizační akce byla v režii města Jesenice a po dohodě s Lesy ČR provedena příprava místa kolem viklanu. Byly vykáceny náletové dřeviny, vysekána tráva, zpevněna cesta pro autojeřáb a připraveno místo pro zaparkování doprovodných vozidel.
Vlastní akce znovuusazení viklanu trvala asi 60 minut, probíhal pod odborným dohledem Ing. Pavla Pavla, jemuž asistovala pětice mužů a jeden autojeřáb. Ještě před zdvižením kamene do výšky 3 metrů nad terén bylo třeba na kamenném podkladu vyznačit několik značek, aby se balvan vrátil zpět, pokud možno co nejpřesněji na své původní místo. Zatímco viklan visel na jeřábu, lopatkou a koštětem byly odstraněny všechny nečistoty, hlína a drobné kamínky z jeho lůžka. Po spuštění balvanu do lůžka se popruhy jeřábu mírně povolily a přítomní muži otestovali, zda se kámen v lůžku viklá.
Samotné lůžko pod balvanem se totiž přirozeně mění v průběhu času tím, že na něj působí voda a mráz. Pro balvan se tak v roce 2014 podařilo nalézt znovu jeho fungující lůžko, nebylo třeba jej nikterak podkládat. Poté, co bylo lůžko viklanu takto „revitalizováno“ je balvanem možno opět (při troše šikovnosti) „zaviklat“.